# 函館山
函館山（日語：はこだてやま）是一處位于北海道函館市市區西部的山地。因函館山也是一座陸連島，因此有時也被稱爲「函館島」「函館山島」。函館山標高334米，周長約9公里。因其外觀形似一頭仰臥的牛，因此又名臥牛山（日語：がぎゅうざん）。
函館山是13座山峰的總稱，包括了建有瞭望台的御殿山（334m）、藥師山（252m）、杜鵑山（306m）、汐見山（206m）、八幡山（295m）、水元山（280m）、鞍掛山（113m）、地藏山（286m）、入江山（291m）、蝦夷立山（129m）、觀音山（265m）、牛背山（288m）、千疊敷（250m）。函館山的基台部分是約100萬年前海底火山噴發時的產物。之後因火山噴發使得這一地區多次隆起下沉，出現了一座大島。在約5000年前。由於泥沙堆積，在島嶼和渡島半島之間出現了一座連島沙洲，函館山遂成爲一座陸連島。而函館市的中心市區就位于連島沙洲之上。

## 歷史
自1898年開始，因制定了要塞地带法，日本政府開始在函館山建設要塞建設。至1905年，函館山上已建有砲台、發電厰、觀測所等17個設施（津輕要塞）。隨著函館山成爲要塞地區，函館山也成爲日本的軍事機密。函館山消失在官方出版的地形圖上。普通民衆也被嚴禁進入函館山，並且禁止拍攝函館山的照片和素描函館山。測繪函館山也被嚴禁。有關函館山的話題也被嚴格限制。
在二戰結束之後，函館山失去了其要塞功能，成爲國有土地。函館山的所有者大藏省（現財務省）免費將函館山借給函館市使用。1945年，美軍拆除了津輕要塞。1946年10月，函館市自大藏省獲得了土地使用許可。12月，函館市設立了函館山管理事務所，函館山重新對一般市民開放。1948年，函館市將這一帶326.6公頃的土地按照都市計劃法設為都市計劃緑地「函館山緑地」。
現在御殿山第一砲台遺跡位于纜車設施和停車場、瞭望台、送信所之下，但由於有崩落的危險而被禁止進入。其他的一些要塞遺跡則可以參觀。2001年，「函館山和砲台遺跡」被選為北海道遺產。
由於函館山長達半世紀都禁止普通民衆進入，因此自然環境保存良好。在函館山還生存有現在瀕臨滅絕的蝦夷蟾蜍。但現在由於生物學上認為蝦夷蟾蜍只是日本蟾蜍的亞種，因此函館山的蝦夷蟾蜍無法得到法律保護。相反由於日本蟾蜍和貓等外來物種的入侵，函館山的固有物種面臨被捕食的危機。爲了保護函館山的自然環境，函館市政府制定了市條例，禁止擅自採取函館山花草樹木。

## 旅遊

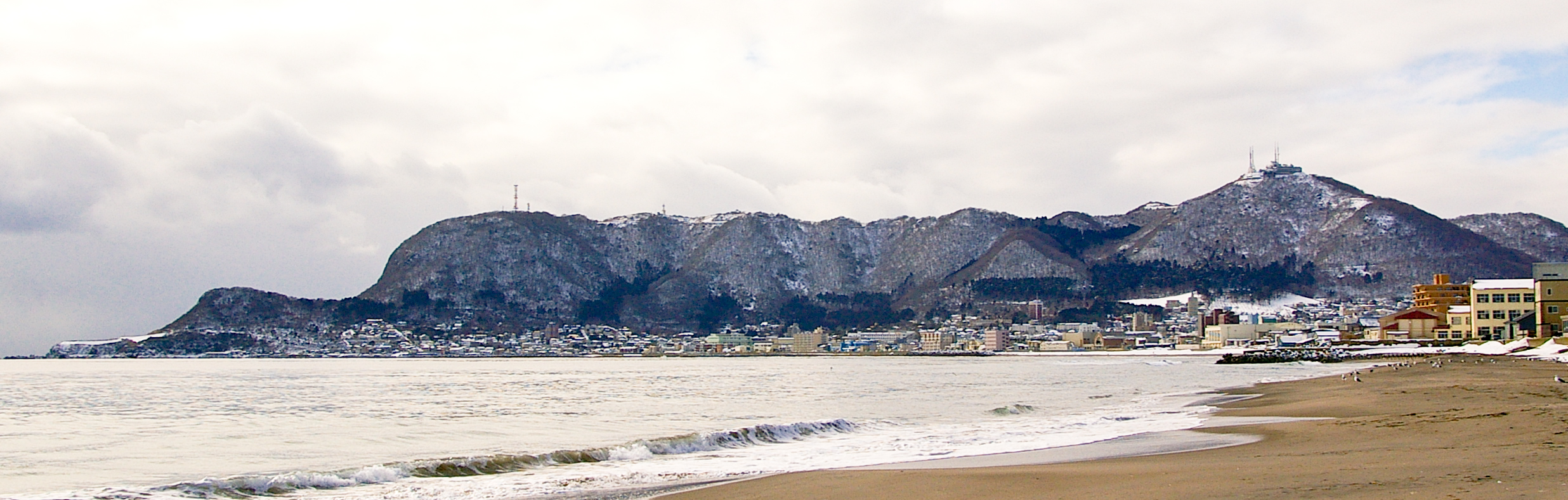
自大森濱看到的函館山全景。左端是立待岬。右方有天綫群的是最高峰御殿山

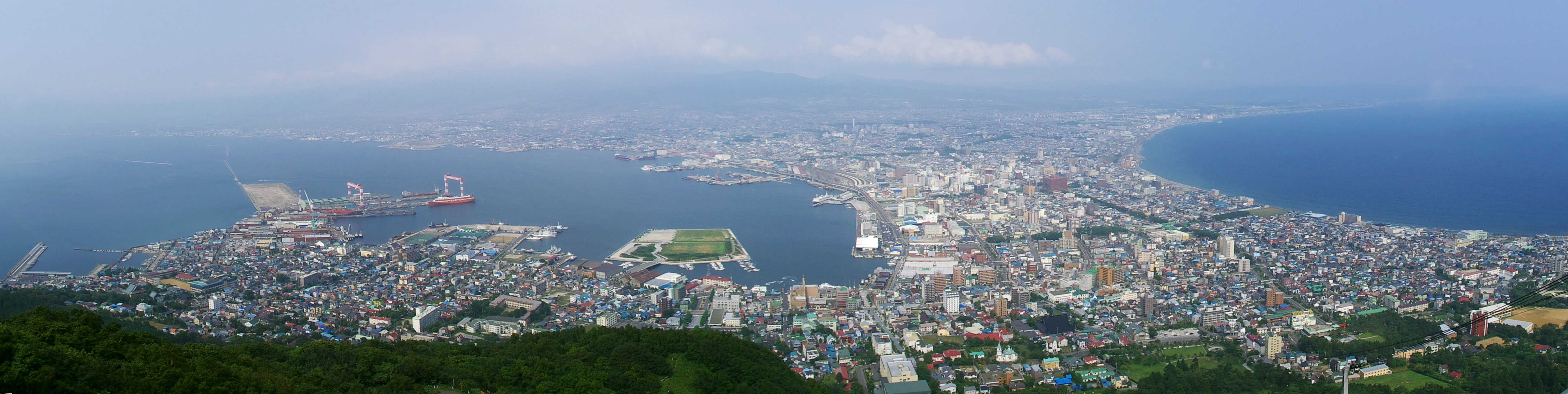
自函館山山頂看到的函館市區

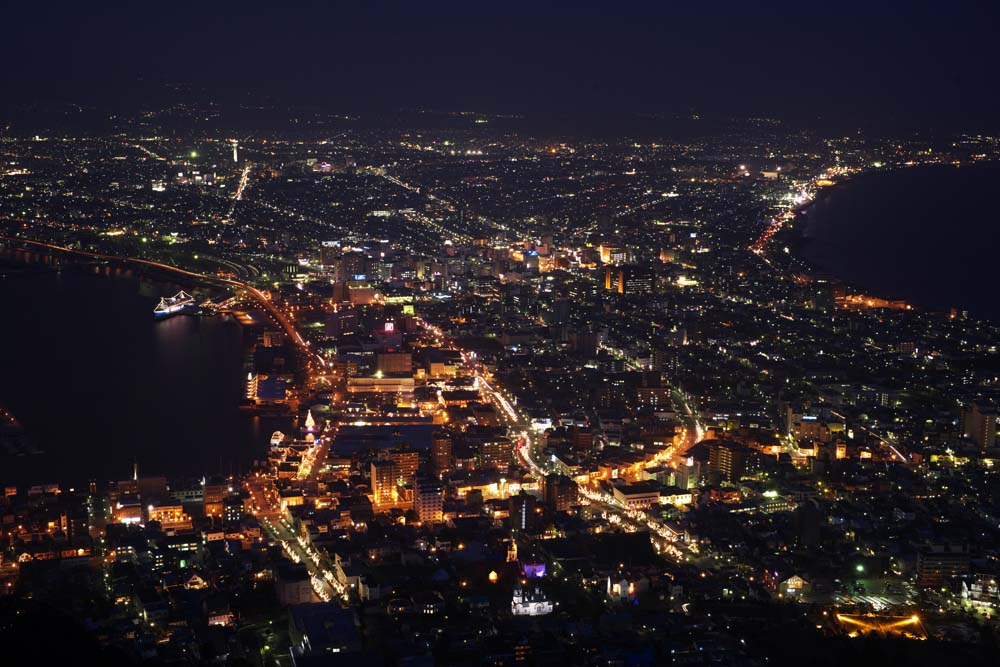
自函館山山頂看到的函館夜景

御殿山的山頂設有瞭望台，可在山麓搭乘函館山纜車或駕車（經過北海道道675号立待岬函館停車場線。這條道路也被稱爲函館山觀光道路。此外還有特定季節運行的巴士。）或步行登山到達。但在4月25日至10月15日期間，自17點至22點的這段時間内，函館山的道道675号區間禁止私家車通行。同時在這段期間内全天禁止摩托車通行。並且在10月16日開始約三週的期間，由於函館山纜車需要檢修暫停營業。為緩解交通堵塞並考慮到日落時間，限制通行的時間提前1小時，在16點至21點禁止私家車通行。另外在冬季，函館山全面禁止汽車通行。
函館山有多條徒步前往御殿山的路綫。大多登山客自東側的函館市電宝來町停留場出發，經函館山纜車山麓車站和函館護國神社之間的入口進山，沿舊山道登山。這一路徑長約2.8公里，耗費時間約1小時。此外還有北側的自函館碼頭前停留場經東本願寺船見支院登山的路綫，這一路綫較短但坡較陡。這兩條路綫中途都沒有路燈，若以觀賞夜景為目的登山，需要攜帶光源或在日落時就到達山頂。
函館山是瞭望的聖地。在白天的函館山頂，除了可以看到眼前的函館市區之外，還能隔津輕海峽看到遠處的下北半島。但函館山的夜景更加聞名。在夜間的函館山頂可以看到呈細腰形的函館市區的燈火。與之相對的是漆黑的大海，加上漁船的捕魚燈火，使得函館山上看到的夜景頗負盛名。據説在夜景中若能找到「喜歡」（「日語：」）和「心」（「日語：」）的文字，就能找到幸福。因此函館山也在戀人之中頗具人氣。函館山夜景和神戶摩耶山掬星台及長崎稻佐山看到的夜景並列為日本三大夜景。另外，在春季至夏季由於函館山容易有霧，因此有時無法清楚欣賞夜景。

## 信號發射塔
NHK和各民營電視台都在函館山山頂瞭望台附近建有電視和FM廣播的信號發射所。各數位電視台為了不讓信號傳送至青森縣一側，均調整了天線的方位。

## 延伸阅读
- 函館山の自然 （页面存档备份，存于） 函館インフォメーションネットワーク
- 山田大隆 北海道人: 北海道遺産: 函館山と砲台跡 北海道
- 渡辺道子 函館山と観光 "新日本百景"で全国第1位、『函館市史』デジタル版 通説編第4巻第7編、函館市

## 外部連結
- 市内公園情報 函館山 （页面存档备份，存于） 函館市住宅都市施設公社
- 函館山ハイキングコースマップ 函館山ロープウェイ株式会社
- 函館山展望台の夜景スポット情報　夜景FAN （页面存档备份，存于） 夜景FAN